# Токелау
Токелау (на английски: Tokelau) е автономно владение на Нова Зеландия в Полинезия в централната част на Тихи океан, на север от о-вите Самоа. Островната група (три коралови атола) е бивше британско владение, като по-късно преминава към доминиона Нова Зеландия.
Токелау е четвъртата най-слабо населена страна на Земята и е лидер във възобновяемата енергия, бидейки първата страна, захранвана на 100% от слънчева енергия.

## История
- Атолите са заселени през V-VI в. от преселници от Самоа;
- 21 юни 1765 г. – открити са от английския мореплавател Джон Байрон;
- ХVIII в. – островите са нападани от перуански роботърговци;
- 1877 г. – стават британски протекторат;
- 1925 г. – Великобритания предава Токелау под управлението на Нова Зеландия;
- 1948 г. – островите са включени в състава на Нова Зеландия;
- 1977 г. – получават самоуправление.

До 1976 г. островите носят името Острови на обединението (The Union Islands), като след тази година възвръщат местното название Токелау.
ООН признава територията като автономна територия. Държавен глава е монархът на Обединеното кралство.

## Държавно устройство
Островите се управляват от администратор, назначаван от правителството на Нова Зеландия. Има местен управляващ орган – Съвет на старейшините, избиран за 3 години. Главен орган на управление – Генерален фоно. Въоръжени сили няма.

## География
Състоят се от три атола (Атафу, Нукунону и Факаофо, общо площ 10,12 km²), които са разположени на значително разстояние един от друг и се състоят общо от 110 миниатюрни коралови островчета, обкръжаващи централна лагуна. Надморската им височина е 3 – 4 m, а ширината на най-големия от тях е 400 m. Островчетата са покрити с коралови пясъци, върху които са се формирали бедни варовикови почви. Върху тях растат само панданус, кокосова палма е няколко вида храсти. Климат е тропичен, влажен. Най-горещите месеци са декември, януари и февруари, а най-прохладния – август. Температурата на въздуха целогодишно се колебае между 24° – 32°С. От април до ноември на островите господстват югоизточните пасати, а от декември до март често връхлитат урагани, съпроводени с поройни дъждове. Годишната сума на валежите е около 3000 mm.
| Название на остров, алтернативно название, (английско изписване) | Площ, km² | Население (2006 г.) | Координати                                                    | Откривател (дата и година на откриване) |
| ---------------------------------------------------------------- | --------- | ------------------- | ------------------------------------------------------------- | --------------------------------------- |
| атол Атафу (Дук ъф Йорк) (Atafu)                                 | 2,03      | 570                 | 8°33′ ю. ш. 172°30′ з. д. / 8.55° ю. ш. 172.5° з. д.          | Джон Байрон (21 юни 1765)               |
| атол Нукунону (Дук ъф Кларенс) (Nukunonu)                        | 5,46      | 350                 | 9°10′ ю. ш. 171°50′ з. д. / 9.166667° ю. ш. 171.833333° з. д. | Едуард Едуардс (12 юни 1791)            |
| атол Факаофо (Боудич) (Fakaofo)                                  | 2,63      | 460                 | 9°22′ ю. ш. 171°13′ з. д. / 9.366667° ю. ш. 171.216667° з. д. | Стивън Крокър (1839)                    |

## Население
- Население – 1380 души (2008 г.).
- Гъстота – 136,4 д./km2.
- Естествен прираст – 19.
- Етнически състав – токелауанци 62,8%, токелау-самоански метиси 35,6%, други 1,6%.
- Официален език – английски и токелау.
- Азбука – латиница.
- Неграмотни – 11%.
- Религиозен състав – християни (протестанти 65,8%, католици 34,2%).
- Административен център – Факаофо (261 жители).
- Административно деление – 3 атола (Атафу, Нукунону, Факаофо)

## Стопанство
Традиционното стопанство е свързано с риболова, свиневъдството, отглеждане на тропични култури и производството на копра. Парична единица е новозеландският долар. Страната получава по 4,3 млн. щатски долара годишна помощ от Нова Зеландия. БВП за година е около 1000 щ.д. на човек. Туризмът е слабо развит, но през последните години се засилва ролята му в стопанството на страната. Съотношение селско стопанство-промишленост-обслужване – 27:12:61.